# Trichomanes scandens
Trichomanes scandens là một loài dương xỉ trong họ Hymenophyllaceae. Loài này được L. mô tả khoa học đầu tiên năm 1753.

## Hình ảnh

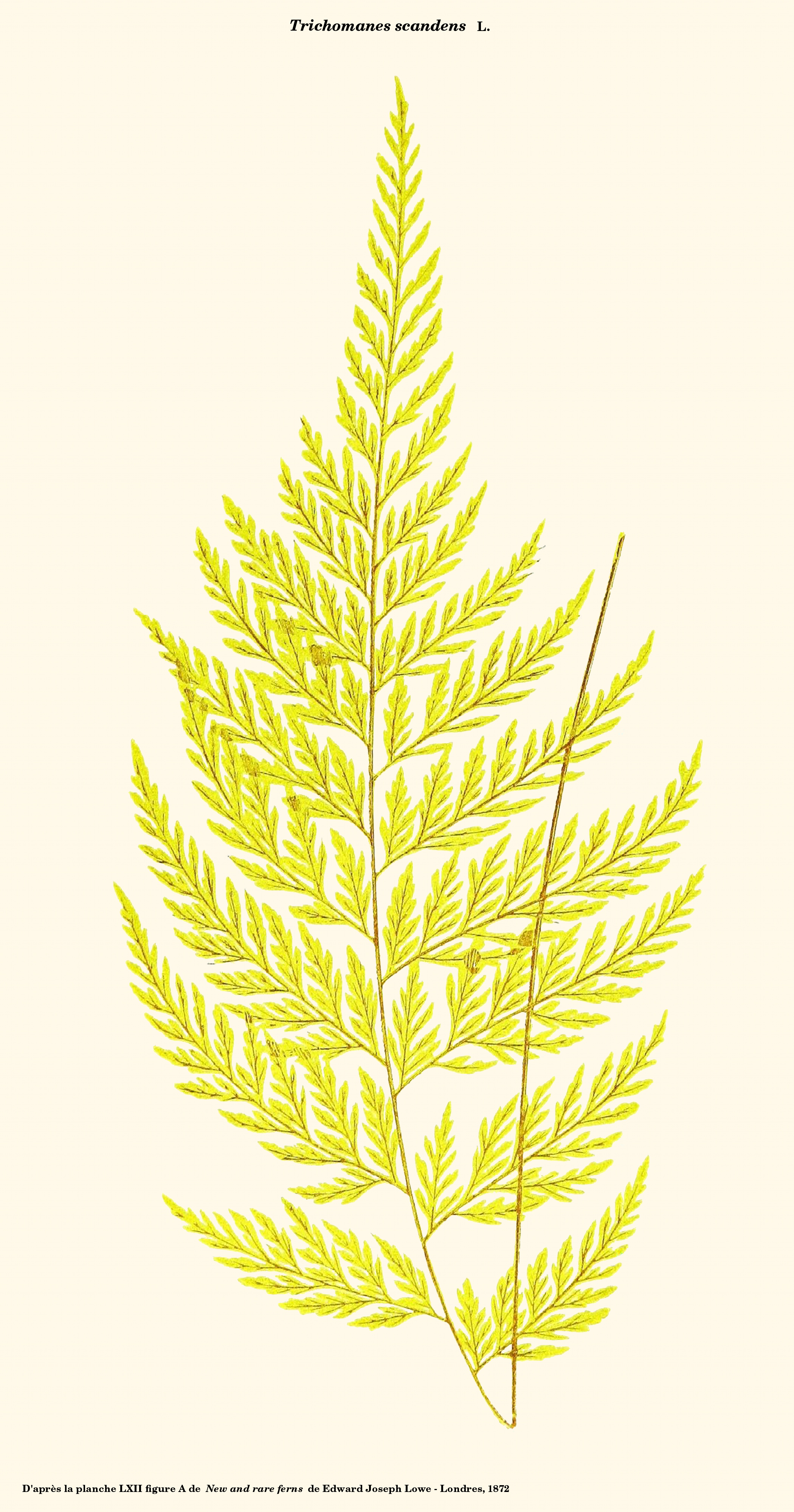